# Музей „Лудвиг“ (Будапеща)
Музей „Лудвиг“ е музей за съвременно изкуство в Будапеща, Унгария на адрес: п.к. 1095, Дворец на изкуствата, ул. „Марцел Комор“ 1. Основан е през 1989 г.
Музеят събира и представя произведения на съвременното изкуство, притежава значителна колекция от унгарското и световното изобразително изкуство. Разположен в Двореца на изкуствата, той отваря врати на 15 март 2005 година. Музеят притежава архив, специализирана библиотека и музейно-педагогическа работилница.

## История
Петер и Ирене Лудвиг даряват 70 произведения на световното съвременно изкуство на Унгарската национална галерия и още 96 съвременни произведения под формата на постоянен депозит. Унгарската национална галерия добавя към подаръка съвременни произведения на изкуство от собствената си колекция, това поставя основите на Музея за съвременно изкуство, наречен Музей Лудвиг – Будапеща в чест на семейната двойка.
Семейство Лудвиг започват да колекционират произведения на изкуството още през 50-те години на миналия век, първоначално се събират само експонати от по-ранни епохи, с изключение на картините на Пикасо. Колекцията на Пикасо, събрана от семейство Лудвиг, включваща 800 творби, се превръща в най-голямата такава в света. Скоро семейството започва да колекционира произведения на съвременното изкуство, разширявайки интереса си и към картини на художници от ГДР, Съветския съюз, България и Унгария. След смъртта на Петер и Ирене Лудвиг Фондацията продължава да работи в Аахен.
Първоначално Музеят „Лудвиг“ се помещава в сграда „А“ на Двореца в Будимската крепост, до Унгарската национална галерия. Отворена е за публиката през 1991 година. Най-известните произведения от постоянната експозиция „Лудвиг“ са творби на Анди Уорхол, Клас Олденбург, Рой Лихтенщайн, Робърт Раушенберг от 60-те, 70-те и до края на 80-те години, Георг Базелиц, А. Р. Пенк, Йорг Имендорф, Маркус Люперц и други, както и закупени нови произведения от унгарски художници и творци на изобразителното изкуство от съседните страни. През 1996 г. е открит отново като Музей „Лудвиг“ – Музей за съвременно изкуство, а през 2005 г. се премества на новото си, постоянно място – Дворецът на изкуствата.
|  | Тази страница частично или изцяло представлява превод на страницата Ludwig Múzeum – Kortárs Művészeti Múzeum в Уикипедия на унгарски. Оригиналният текст, както и този превод, са защитени от Лиценза „Криейтив Комънс – Признание – Споделяне на споделеното“, а за съдържание, създадено преди юни 2009 година – от Лиценза за свободна документация на ГНУ. Прегледайте историята на редакциите на оригиналната страница, както и на преводната страница, за да видите списъка на съавторите. ВАЖНО: Този шаблон се отнася единствено до авторските права върху съдържанието на статията. Добавянето му не отменя изискването да се посочват конкретни източници на твърденията, които да бъдат благонадеждни. |